# Māya Love
«Māya Love» es una canción del músico británico George Harrison, publicada en el álbum de estudio Dark Horse (1974). La canción surgió con una melodía de guitarra slide, a partir de la cual Harrison añadió letras relacionadas con la naturaleza engañosa del amor, siendo «Māya» un término sánscrito de «ilusión» o «lo que no es». Varios biógrafos consideran la temática como un reflejo de su matrimonio fallido con Pattie Boyd, quien abandonó a Harrison por Eric Clapton poco después de grabarla. Harrison grabó la canción en su hogar, Friar Park, la víspera de emprender su primera y única gira por Norteamérica con Ravi Shankar entre noviembre y diciembre de 1974. La grabación, además de la guitarra slide, contó con la colaboración de cuatro músicos que fueron el núcleo de su banda durante la gira: Billy Preston, Tom Scott, Willie Weeks y Andy Newmark. 
Harrison tocó «Māya Love» en varios conciertos de la gira de 1974, aunque ninguna grabación en directo ha sido publicada hasta la fecha. La canción apareció también como cara B del sencillo «This Guitar (Can't Keep from Crying)», publicado en el álbum Extra Texture (Read All About It) (1975). 

## Personal
- George Harrison: voz, guitarra slide, guitarra acústica y coros.
- Billy Preston: piano eléctrico
- Tom Scott: saxofones
- Willie Weeks: bajo
- Andy Newmark: batería